# Autocorrelazione spaziale
Secondo Anselin , l’autocorrelazione spaziale può essere definita come un'area territoriale di valori simili dei parametri. Se i valori simili dei parametri - alti o bassi – sono localizzati spazialmente è presente una autocorrelazione spaziale positiva dei dati. Al contrario, una prossimità spaziale di valori dissimili, cioè non stabili nello spazio, indica una autocorrelazione spaziale negativa (o eterogeneità spaziale).
Per verificare l'esistenza di aree spaziali si può utilizzare l'Indice di Moran.  o la G di Getis e Ord.